# Clube de Regatas Flamengo (Porto Velho)
Il Clube de Regatas Flamengo, meglio noto come Flamengo, è una società calcistica brasiliana con sede nella città di Porto Velho, capitale dello stato della Rondônia.

## Storia
Il Flamengo è stato fondato il 15 novembre 1955. Ha vinto il campionato statale  nel 1956, nel 1960, nel 1961, nel 1962, nel 1965, nel 1966, nel 1967, 1982, 1983 e nel 1985. Il Flamengo successivamente ha partecipato per tre volte al campionato statale dopo la sua professionalizzazione, nel 1991, nel 1992 e nel 1994, quando il club decise di rinunciare di continuare le attività dopo aver terminato al terzo posto in campionato.

## Palmarès

### Competizioni statali
- Campionato Rondoniense: 10

1956, 1960, 1961, 1962, 1965, 1966, 1967, 1982, 1983, 1985